# 카밀라 케이로스
카밀라 케이로스(Camila Queiroz, 1993년 6월 27일 ~ )는 브라질의 배우, 모델이다.